# Skånland
Skånland (en sami septentrional: Skánit) és un antic municipi situat al antic comtat de Troms, Noruega. Té 3,041 habitants (2016) i la seva superfície és de 495.07 km².